# Pavonia baillonii
Pavonia baillonii är en malvaväxtart som beskrevs av Bénédict Pierre Georges Hochreutiner. Pavonia baillonii ingår i släktet påfågelsmalvor, och familjen malvaväxter. Inga underarter finns listade i Catalogue of Life.